# Ia Đal
Ia Đal là một xã thuộc huyện Ia H'Drai, tỉnh Kon Tum, Việt Nam.

## Địa lý
Xã Ia Đal nằm ở phía tây huyện Ia H'Drai, có vị trí địa lý:
- Phía đông giáp các xã Ia Dom và Ia Tơi
- Phía tây và phía nam giáp Campuchia
- Phía bắc giáp xã Ia Dom.

Xã có diện tích 217,95 km², dân số năm 2019 là 4.506 người, mật độ dân số đạt 21 người/km².

## Lịch sử
Xã Ia Đal được thành lập vào ngày 20 tháng 12 năm 2013 trên cơ sở điều chỉnh 21.794,69 ha diện tích tự nhiên và 2.004 người của xã Mô Rai thuộc huyện Sa Thầy. Khi mới thành lập, xã Ia Đal thuộc huyện Sa Thầy.
Ngày 11 tháng 3 năm 2015, Ủy ban Thường vụ Quốc hội ban hành Nghị quyết số 890/NQ-UBTVQH13. Theo đó, chuyển xã Ia Đal về huyện Ia H'Drai mới thành lập.